# Callithrix leucippe
Mico leucippe là một loài động vật có vú trong họ Cebidae, bộ Linh trưởng. Loài này được Thomas mô tả năm 1922.

## Hình ảnh

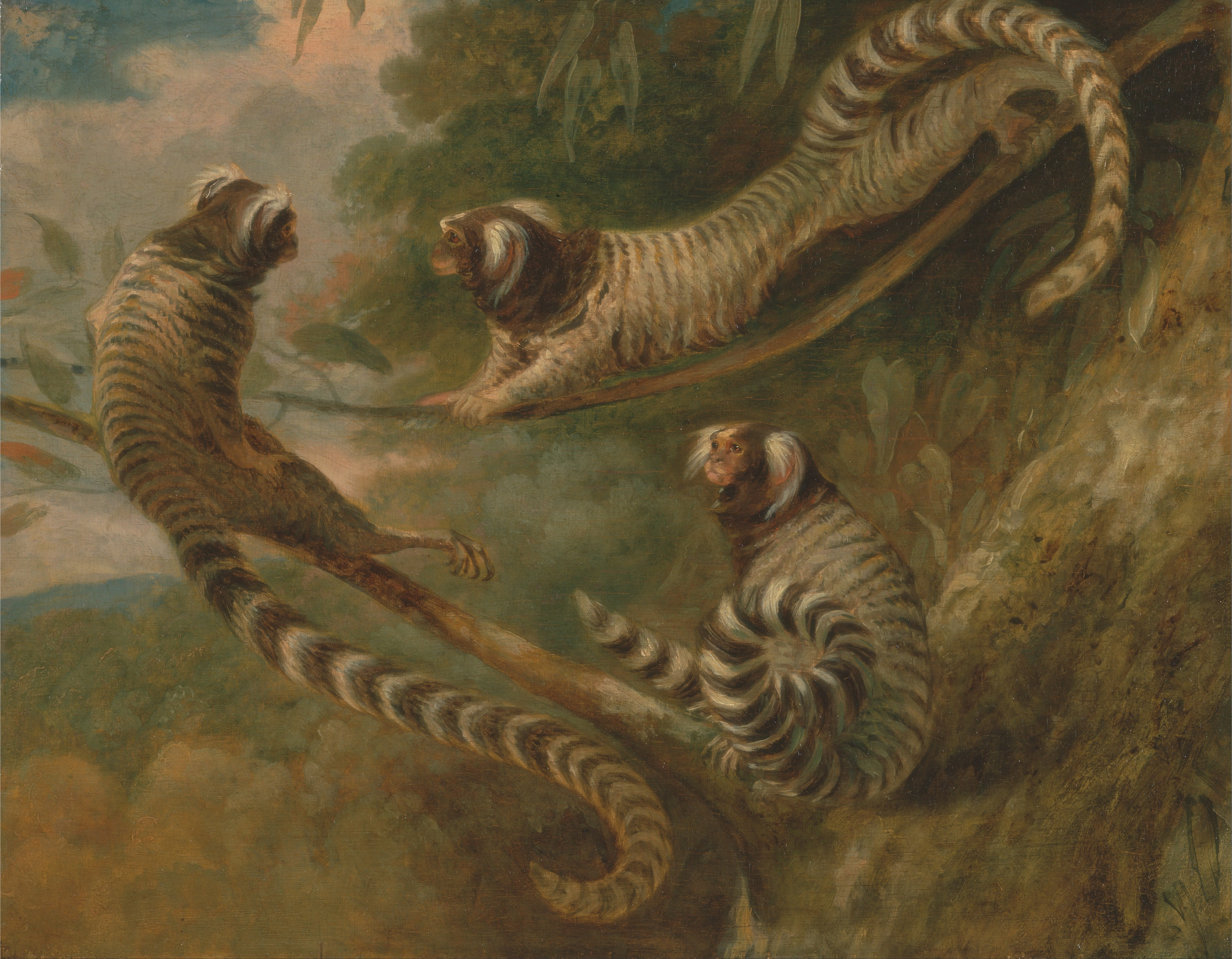